# KiriKiri
Pour les articles homonymes, voir KAG.
KiriKiri (吉里吉里, きりきり), également abrégé en KrKr et aussi connu sous le nom de TVP (T Visual Presenter) est un moteur de jeu pour qui fonctionne avec son propre langage de script,, TJS (T JScript, langage ayant été la base de sa première version). Celui-ci a été initialement publié en 1998 par le développeur japonais « W.Dee ». Ce moteur est utilisé presque exclusivement avec KAG (吉里吉里 Adventure Gameシステム, Kirikiri Adventure Game shisutemu, litt. « Système de jeu d'aventure Kirikiri ») pour produire des romans vidéoludiques.

## Utilisation
KiriKiri est utilisé autant pour les jeux vidéo amateurs — très souvent appelés dōjin en japonais — que pour les jeux vidéo commerciaux ; les jeux les plus connus utilisant KiriKiri sont Fate/stay night et Fate/hollow ataraxia de Type-Moon. Le moteur fut popularisé en partie grâce à son comité de promotion, le KiriKiri/KAG Promotion Committee.
Il est fréquemment considéré et utilisé comme un remplaçant plus moderne et expansible du moteur NScripter, aujourd’hui généralement considéré comme obsolète,,. Les jeux de la franchise Nekopara utilisent également une version modifiée de Kirikiri.
Le script est en Unicode (UTF-16) par défaut. Cependant, puisque la plupart des développeurs japonais utilisent Shift-JIS, il est alors nécessaire que l'utilisateur ait son ordinateur en japonais ou bien que cette langue soit celle des programmes non-Unicode dans les paramètres régionaux.

## Délaissement
Avant d'être abandonné, KiriKiri 3/KAG 4 étaient en production notamment avec pour but d'être multiplateforme pour Windows, GNU/Linux et macOS.

## Voir également
- NScripter (moteur concurrent de la même époque, les deux sont souvent comparés)
- C++Builder